# Баянгол (район Улан-Батора)

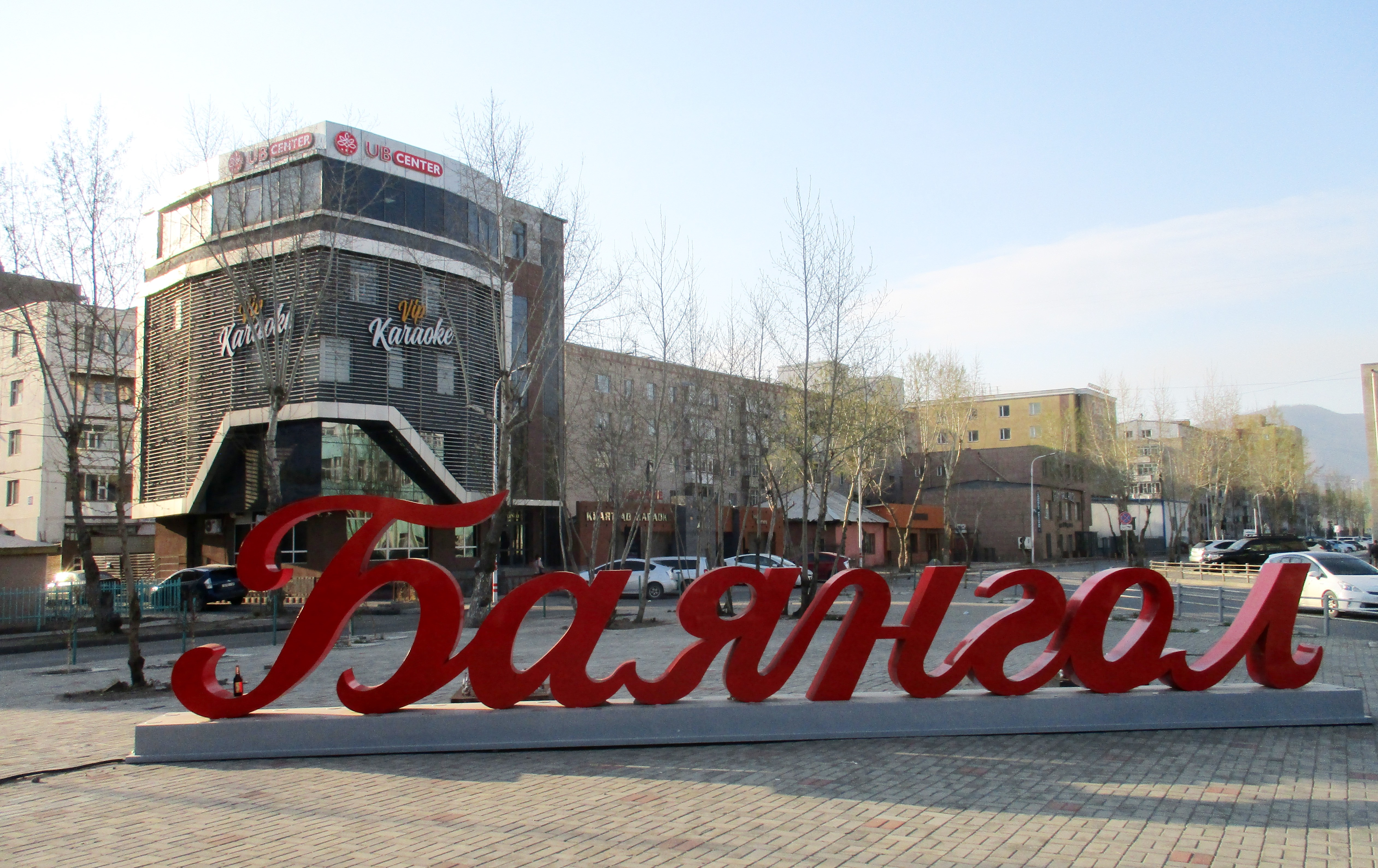
Знак на въезде

Баянгол (монг. Баянгол) — наименьший по площади и третий по населению район Улан-Батора. Подразделяется на 19 хороо (подрайонов). Находится в центре города. В период социализма носил название «Октябрьский».

## Население и площадь
В 2008 году в районе проживало 165 159 человек, что составляло 17 % от общего населения Улан-Батора на тот период.
Несмотря на небольшую площадь — 29,5 км², район занимает первое место по плотности, намного опережая другие районы, что связано с тем, что в состав района не входят незастроенные горные, лесные и степные территории.